# Hipposideros edwardshilli
Hipposideros edwardshilli is een vleermuis uit het geslacht Hipposideros die voorkomt in het noordwesten van Papoea-Nieuw-Guinea. De soort is bekend van zes exemplaren, die allemaal gevangen zijn bij Imonda aan de noordkant van de Bewani Mountains in de provincie Sandaun, op zo'n 240 m hoogte. Deze soort is genoemd naar de eminente vleermuizendeskundige John Edwards Hill.
Hipposideros edwardshilli is een middelgrote Hipposideros met een relatief korte staart en een 8,7 mm korte, roodbruine vacht. Aan de zijkanten van het neusblad zitten twee kleinere bladeren. In het midden van het neusblad zit een groot uitsteeksel. De kop-romplengte bedraagt 50,6 tot 55,0 mm, de staartlengte 11,1 tot 14,8 mm, de voorarmlengte 49,6 tot 50,6 mm, de achtervoetlengte 8,4 tot 8,7 mm, de oorlengte 19,3 tot 21,3 mm en het gewicht 10 tot 13 g.
Hipposideros abae · Himalayarondbladneus (Hipposideros armiger) · Hipposideros ater · Hipposideros beatus · Hipposideros bicolor · Hipposideros boeadii · Hipposideros breviceps · Gewone rondbladneus (Hipposideros caffer) · Hipposideros calcaratus · Hipposideros camerunensis · Hipposideros cervinus · Hipposideros cineraceus · Reuzenrondbladneus (Hipposideros commersoni) · Hipposideros coronatus · Hipposideros corynophyllus · Hipposideros coxi · Hipposideros crumeniferus · Hipposideros curtus · Hipposideros cyclops · Hipposideros demissus · Hipposideros diadema · Hipposideros dinops · Hipposideros doriae · Hipposideros durgadasi · Hipposideros dyacorum · Hipposideros edwardshilli · Hipposideros fuliginosus · Hipposideros fulvus · Hipposideros galeritus · Hipposideros gigas · Hipposideros grandis · Hipposideros halophyllus · Hipposideros hypophyllus · Hipposideros inexpectatus · Hipposideros inornatus · Jonesrondbladneus (Hipposideros jonesi) · Hipposideros khaokhouayensis · Hipposideros khasiana · Hipposideros lamottei · Hipposideros lankadiva · Hipposideros larvatus · Hipposideros lekaguli · Hipposideros lylei · Hipposideros macrobullatus · Hipposideros madurae · Hipposideros maggietaylorae · Hipposideros marisae · Hipposideros megalotis · Hipposideros muscinus · Maleise rondbladvleermuis (Hipposideros nequam) · Hipposideros obscurus · Hipposideros orbiculus · Hipposideros papua · Hipposideros pelingensis · Hipposideros pomona · Hipposideros pratti · Hipposideros pygmaeus · Hipposideros ridleyi · Hipposideros rotalis · Hipposideros ruber · Hipposideros scutinares · Hipposideros semoni · Hipposideros sorenseni · Schneiders rondbladneus (Hipposideros speoris) · Hipposideros stenotis · Hipposideros sumbae · Hipposideros thomensis · Hipposideros turpis · Hipposideros vittatus · Hipposideros wollastoni